# Bourreria grayumii
Bourreria grayumii är en strävbladig växtart som beskrevs av Gottschling och J.S.Mill. Bourreria grayumii ingår i släktet Bourreria och familjen strävbladiga växter. Inga underarter finns listade i Catalogue of Life.